# 프레임 (네트워킹)
프레임(frame)은 컴퓨터 네트워크 및 전기 통신의 디지털 데이터 전송 단위이다. 패킷 교환 시스템에서 프레임은 단일 네트워크 패킷을 위한 간단한 컨테이너이다. 다른 통신 시스템에서 프레임은 시분할 다중화를 지원하는 반복 구조이다.
프레임은 일반적으로 수신하는 심볼 또는 비트 스트림 내에서 페이로드 데이터의 시작과 끝을 수신기에 나타내는 일련의 비트 또는 심볼로 구성된 프레임 동기화 기능을 포함한다. 프레임 전송 중에 수신기가 시스템에 연결된 경우 새 프레임 동기화 시퀀스를 감지할 때까지 데이터를 무시한다.

## 패킷 교환
컴퓨터 네트워킹의 OSI 모형에서 프레임은 데이터 링크 계층의 프로토콜 데이터 단위이다. 프레임은 데이터가 물리 계층을 통해 전송되기 전 마지막 캡슐화 계층의 결과이다. 프레임은 "링크 계층 프로토콜의 전송 단위이며 링크 계층 헤더와 패킷으로 구성된다." 각 프레임은 프레임 간 간격으로 다음 프레임과 분리된다. 프레임은 일반적으로 프레임 동기화 비트, 패킷 페이로드 및 프레임 검사 시퀀스로 구성된 일련의 비트이다. 예로는 이더넷 프레임, PPP(점대점 프로토콜) 프레임, 파이버 채널 프레임 및 V.42 모뎀 프레임이 있다.
다양한 크기의 프레임이 서로 중첩되는 경우가 많다. 예를 들어 비동기 직렬 통신을 통해 PPP(점대점 프로토콜)를 사용하는 경우 각 개별 바이트의 8비트는 시작 및 중지 비트로 구성되고, 네트워크 패킷의 페이로드 데이터 바이트는 머리글과 바닥글로 구성된다. 여러 패킷이 프레임 경계 옥텟으로 구성될 수 있다.

## 같이 보기
- 데이터그램
- 점보 프레임
- 다중화 (통신)